# Alexander Eifler
Alexander Eifler, 1894 bis 1919 Eifler Edler von Lobenstedt (* 30. Mai 1888 in Klagenfurt; † 2. Jänner 1945 in Dachau) war ein österreichischer Offizier und Stabschef des Republikanischen Schutzbundes.

## Leben
Alexander Eifler entstammte einer Offiziersfamilie. Der der k.u.k. Major Ferdinand Eifler war am 25. April 1894 aufgrund eines Offiziersprivilegs („Systemmäßiger Adel“) als „Edler von Lobenstedt“ in den erblichen Adelsstand erhoben worden. Alexander Eiflers Vater stieg bis zum Rang eines Feldmarschallleutnants auf. Alexander Eifler schloss 1909 seine Offiziersausbildung als Leutnant ab und trat in die „Sachsendragoner“ ein. Im Ersten Weltkrieg wurde er verwundet und hoch dekoriert, bei Kriegsende war er Hauptmann. Er war erster Soldatenrat in der jungen Republik und trat 1918 in die Volkswehr ein, an deren Aufbau er tatkräftig mitwirkte. 1921 wurde Eifler zum Major befördert. Als 1924 der Republikanische Schutzbund gegründet wurde, wurde er dessen Stabschef, der er bis zum Verbot des Schutzbunds 1933 blieb. Nach anderen Quellen nahm er erst 1927 seinen Abschied beim Bundesheer.
Wie Schutzbundobmann Julius Deutsch befürwortete er eine militärische Ausrichtung des Schutzbundes und gestaltete dessen Organisation und Ausbildung entsprechend. Dadurch geriet er in Konflikt mit Theodor Körner, der den Einsatz des Schutzbundes nur dann für aussichtsreich hielt, wenn er auch durch Aktionen der Arbeiterbewegung unterstützt würde. Eiflers Bürgerkriegsplan enthielt eine Reihe terroristischer Elemente; im Falle eines Aufstands sollten sofort alle Offiziere des Bundesheeres und der Polizei unschädlich gemacht werden; er setzte sich für „schwarze Listen“ ein, auf denen die Angehörigen der gegnerischen Führer (Regierungsmitglieder, Banken, Redaktionen …) festzuhalten sind, und die Abhaltung von „Revolutionstribunalen“ und die Anwendung des sog. Standrechtes. „Der aktive Teil der Bourgeoisie ist zu isolieren und die Anwendung des Klassenterrors gegenüber verhafteten Gegnern der bürgerlichen Parteien zu verkünden.“
Obwohl Eifler nicht an dem Österreichischen Bürgerkrieg teilgenommen hatte (er befand sich wegen der Anklage des Hochverrats bereits seit Anfang Februar 1934 in Haft), wurde er im April 1935 mit zwanzig anderen Schutzbundfunktionären vor Gericht gestellt und mit 18 Jahre schweren Kerkers zur höchsten Strafe verurteilt. Er kam jedoch mit der Weihnachtsamnestie wieder auf Bewährung frei, war aber aufgrund des Entzuges seiner Offizierspension mittellos. Als Schneider versuchte er seinen Lebensunterhalt zu verdienen.

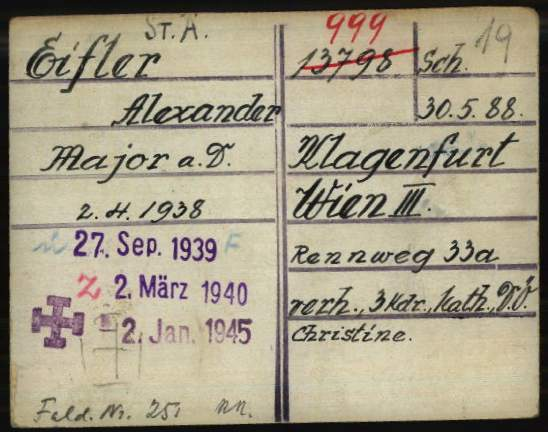
Registrierungskarte von Alexander Eifler als Gefangener im nationalsozialistischen Konzentrationslager Dachau

Beim Anschluss rief Eifler zum Kampf für ein unabhängiges Österreich auf und versuchte Verbindungen zwischen den illegalen Sozialisten und Regierungsstellen herzustellen. Am 16. März 1938 wurde Eifler von der Gestapo festgenommen und mit dem ersten Prominententransport ins Konzentrationslager Dachau gebracht, wo er nach zwischenzeitlicher Internierung im KZ Flossenbürg kurz vor Kriegsende umkam.
Ihm zu Ehren benannte Körner als Wiener Bürgermeister 1950 in einem Festakt einen Gemeindebau des Architekten Otto Prutscher im 17. Bezirk in „Eiflerhof“ um.